# نیم‌گردسپران
نیم‌گردسپران (نام علمی: Hemicyclaspis) نام یک سرده از رده استخوان‌زرهان است.